# Mury obronne w Oleśnicy
Mury obronne w Oleśnicy – zabytkowy ciąg gotyckich murów miejskich o charakterze obronnym znajdujących się w Oleśnicy, wzniesionych przez księcia Konrada I oleśnickiego w latach 30. XIV wieku.
Pierwotnie miasto otoczone było wałem ziemno-drewnianym. Zastąpiono go ceglanymi murami obronnymi w XIV wieku. Otoczyły one całe miasto, a oba ich końce dochodziły do zamku otoczonego fosą. Na trasie głównych szlaków komunikacyjnych przechodzących przez miasto wzniesiono cztery bramy, z których przetrwała jedynie Brama Wrocławska. Pierścień murów był na przestrzeni wieków wielokrotnie przebudowywany i modernizowany. Od II połowy XVIII wieku zaczęły one tracić swój obronny charakter, a fosy adaptowano na potrzeby rozwijającego się miasta i jego mieszkańców. W 1868 roku rozebrane zostały trzy z czterech bram.
Pierwotnie długość murów wynosiła 1500–1650 metrów. Po II wojnie światowej mury przechodziły kilkukrotnie prace konserwacyjne, a ich zachowana długość wynosi 1250 metrów.

## Historia

### Okres panowania Piastów oleśnickich
22 lutego 1255 roku książę Henryk III Biały nadał Oleśnicy akt lokacyjny na prawie średzkim. Miasto miało się rozwijać obok grodu, ale nie mogło swoimi granicami wchłonąć posiadłości kanoników regularnych św. Augustyna i szpitala św. Jerzego. Całe przedsięwzięcie lokacyjne, o kształcie przypominającym okrąg, miało mieć średnicę wynoszącą około 480 m, natomiast samo miasto i jego okolice powierzchnię 160 hektarów. Dokument lokacyjny zobowiązywał do otoczenia miasta murem obronnym. Jednak pierwszymi fortyfikacjami Oleśnicy były wały ziemno-drewniane. Szerokość wałów u ich podstawy mogła wynosić 10 m, a ich wysokość 6–7 m. Do miasta prowadziły cztery bramy: Wrocławska, Bydlęca i Trzebnicka (dzisiaj zwana Wrocławską), Sycowska.
Ważne zmiany w kwestiach obronnych miasta zaszły w czasach panowania księcia Konrada I. W latach 30. XIV wieku przebudował on rezydencję książęcą, którą przekształcono w murowany gotycki zamek z bramą wjazdową i fosą, która oddzielała budowlę od miasta. W tym samym czasie zaczęto budowę ceglanych murów miejskich. W południowo-zachodniej części miasta fortyfikacje dochodziły do zamku. Nieznana jest ilość bram, które istniały wówczas w ramach murów. Wojciech Mrozowicz i Przemysław Wiszewski podają, że jako pierwsza w 1325 roku wzmiankowana jest Brama Bydlęca (zwana też Namysłowską). Nienałtowski natomiast podaje, że w tym roku ukończono budowę Bramy Trzebnickiej. Po 1340 roku mury miejskie przesunięto w kierunku wschodnim. Budowę murów ze wszystkimi bramami w kształcie wież, które były jednocześnie punktami obrony, zakończono w 1380 roku. Wokół miasta dalej istniało ziemne obwałowanie z fosą, za którą dopiero znajdowały się ceglane mury.

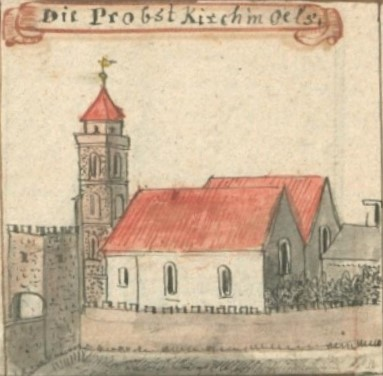
Kościół prepozytalny za murami miejskimi przy Bramie Mariackiej (XVIII wiek)

Pod koniec XIV wieku obwałowania ziemne wraz z otaczającą je fosą prawdopodobnie nie istniały. Świadczyć o tym może lokacja klasztoru i kościoła benedyktynów rytu słowiańskiego w miejscu fosy obok miejsca, gdzie znajdowała się dawniej Brama Sycowska. Została ona wyburzona, a nowa brama, wysoka na 12 lub 14 m, nosiła miano Mariackiej od kościoła pod wezwaniem Najświętszej Maryi Panny. Przylegające do bramy mury kurtynowe miały wysokość 7–8 m. Sytuację obronną tego rejonu miasta poprawiała także wieża kościelna dobudowana do kościoła NMP . Odpowiedzialność za utrzymanie murów spoczęła na oleśnickich cechach. Długość ówczesnych murów wynosiła od 1500 m do 1650 m. Szerokość fosy wahała się od 7 m do 15 m .
W 1432 roku pod Oleśnicę dotarły wojska husyckie pod wodzą Prokopa Wielkiego. 2 lipca obrońcy postanowili wywołać pożar, aby miasto nie wpadło w ręce napastnika, ale mimo to husyci zdążyli je zająć. Z analizy przeprowadzonej przez Mirosława Przyłęckiego wynika, iż podpalenie miasta i oblężenie doprowadziły do zniszczeń murów, które po 1432 roku odbudowano.

### Panowanie Podiebradów
W I połowie XVI wieku książę Jan Podiebradowicz wraz z władzami miejskimi postanowili wzmocnić południowy odcinek miejskich fortyfikacji w obawie przed zagrożeniem ze strony Imperium Osmańskiego. Wzniesiono zewnętrzny ciąg murów zwany parkanem. Jego zadaniem była ochrona strzelców i obsługi dział na międzymurzu i murze kurtynowym. Południowy odcinek murów wzmocniono także bastejami i basztami łupinowymi. Po zakończeniu prac budowlanych był to najsilniej umocniony odcinek murów obronnych Oleśnicy. Z powstałych wówczas fortyfikacji zachowały się: parkan, basteja południowa (wieża artyleryjska), trójkątny wykusz parkanu, pozostałości fosy i nasypów ziemnych, międzymurze oraz tzw. dom strzelecki. W XVI wieku, w związku z powstaniem muru parkanowego, doszło również do poszerzenia i pogłębienia fosy, której szerokość wynosiła do 40 m, a głębokość 4 m.
W 1603 roku Karol II Podiebradowicz zlecił Hansowi Schneiderowi von Lindauowi przygotowanie planów ufortyfikowania zamku. Prace trwały do 1610 roku, pomimo że von Lindau zmarł w międzyczasie. Nie wiadomo, czy przedsięwzięcie zostało w pełni ukończone. Jednak w jego ramach wokół zamku usypano trzy ziemne bastiony: północny, zachodni i południowy. Ich istnienie potwierdzają badania archeologiczne przeprowadzone w 2009 roku. Ich znaczenie z punktu widzenia wojskowego było wątpliwe, gdyż jeszcze w XIX wieku w okolicach zamku znajdowały się jeziora i tereny podmokłe. Powstanie bastionów mogło mieć znaczenie wizerunkowe.
Podczas wojny trzydziestoletniej (1618–1648) Oleśnica była kilkukrotnie zdobywana. W samym 1634 roku, aż czterokrotnie zdobywano miasto, a następnie jeszcze w 1640 i 1643 roku. W 1643 roku szwedzki generał Arvid Wittenberg nakazał zniszczenie obwarowań miasta.

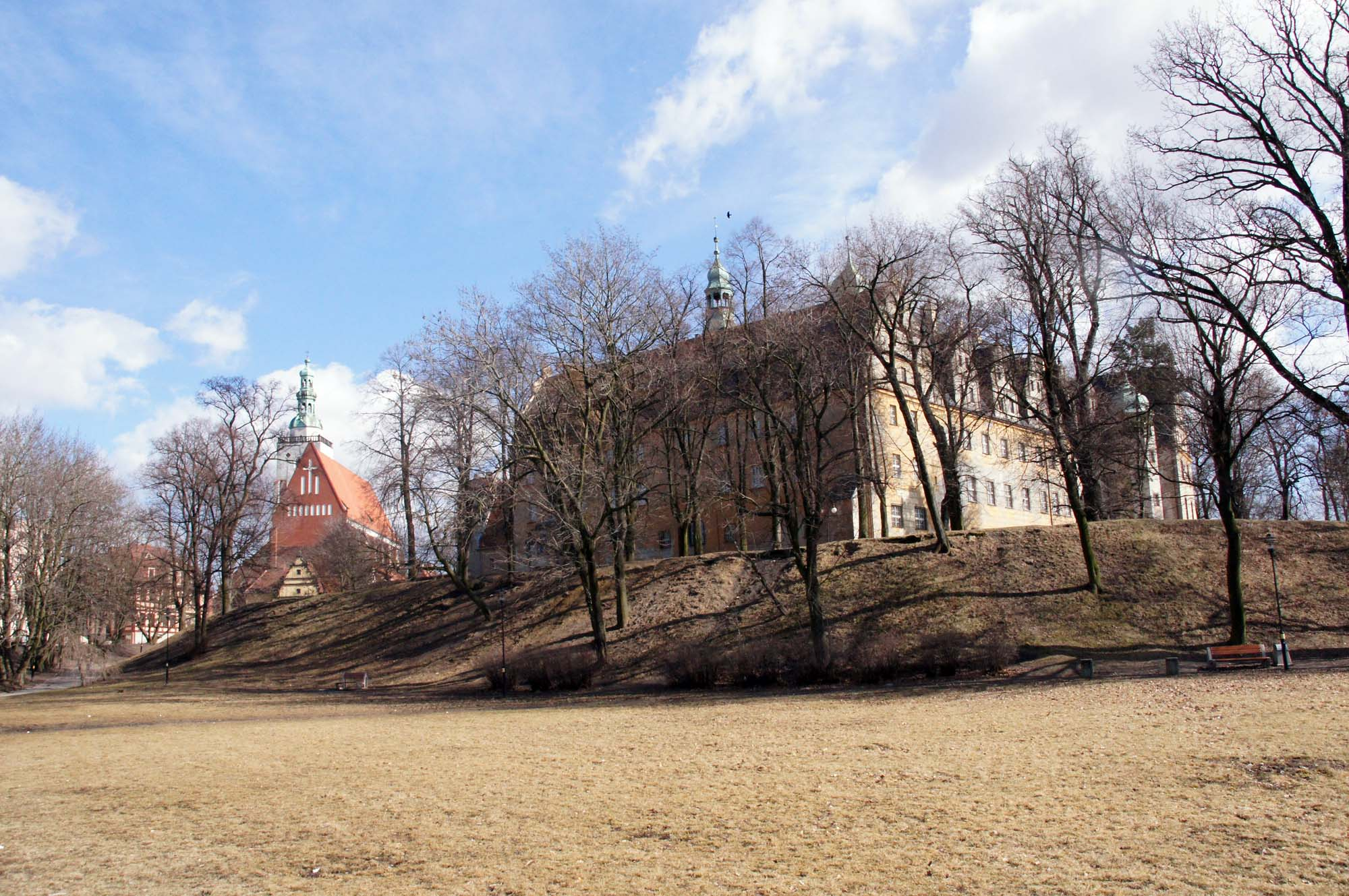
Widok na bastion zachodni (2012)
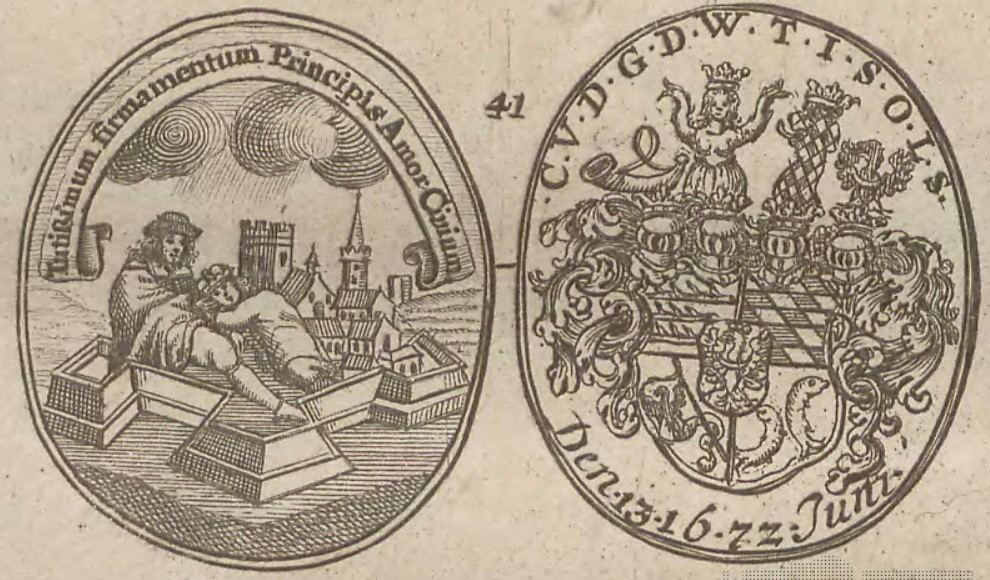
Medal Chrystiana Ulryka I z 1672 roku z widokiem na bastiony

### Okres Welfów i Hohenzollernów
W I połowie XIX wieku bastion usypany przy zachodnim skrzydle zamku zaadaptowano do celów usługowo-rozrywkowych. Powstały tam browar z piwiarnią oraz scena dla orkiestry. W II połowie XIX wieku fosy miejskie zaczęto częściowo zasypywać i zwężać. Zasypano także fosę przy zamku i zaczęto niwelować pozostałe bastiony . Do murów wokół starego miasta dobudowywano budynki mieszkalne, co sprawiło, że straciły swój obronny charakter, i jednocześnie uniemożliwiło wyburzenie fortyfikacji. W 1868 roku rozebrano trzy z czterech bram miejskich. Pozostawiono Bramę Wrocławską, której wyburzeniu w 1866 roku sprzeciwił się cesarz Fryderyk III Hohenzollern podczas wizyty w mieście . Pod koniec XIX wieku zabudowano międzymurze w południowym odcinku murów obronnych. Na początku XX wieku w tzw. domu strzeleckim, który dobudowany był do bastei południowej, znajdowało się kino .
Po II wojnie światowej linia murów obronnych wynosiła już 1250 m. Brama Wrocławska, basteje i poszczególne odcinki murów były poddawane systematycznej renowacji i konserwacji.

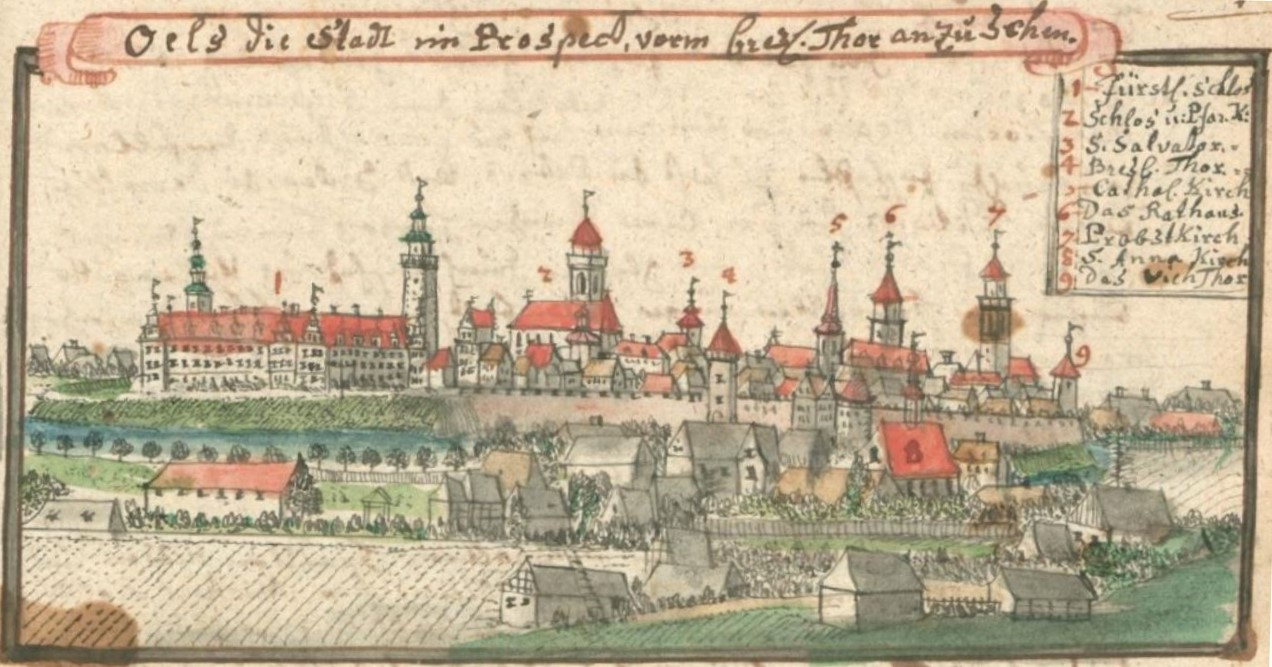
Widok na Oleśnicę i jej mury od Bramy Wrocławskiej
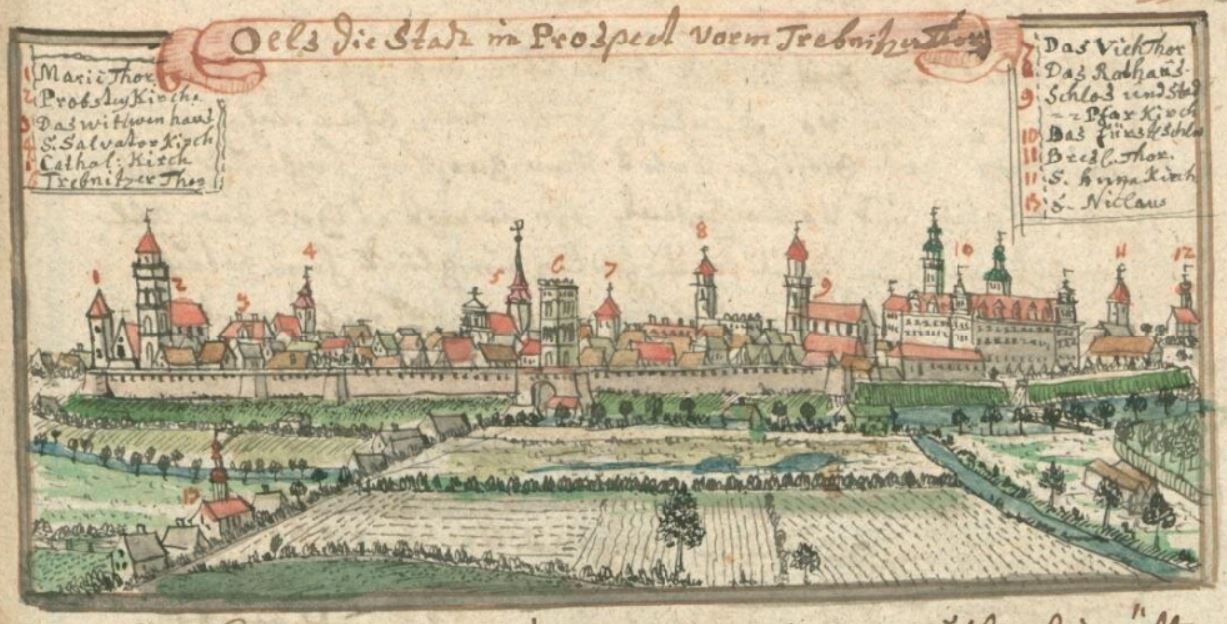
Widok na Oleśnicę i jej mury od Bramy Trzebnickiej
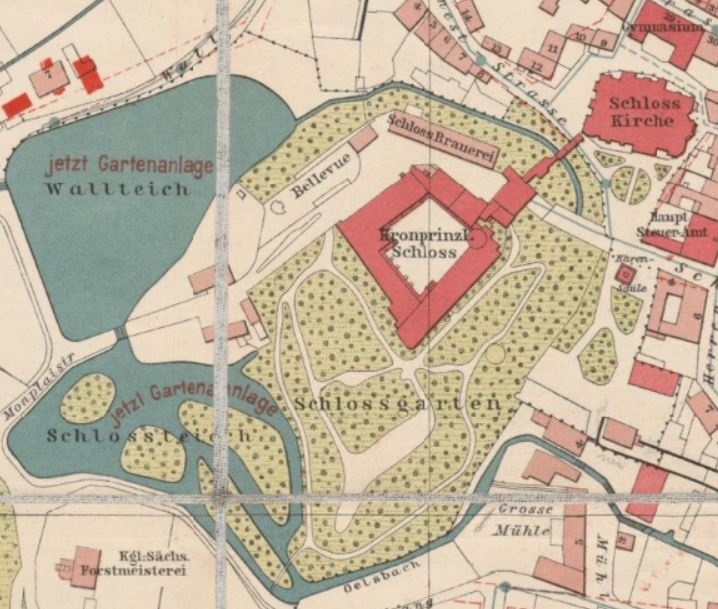
Otoczenie zamku (1899)
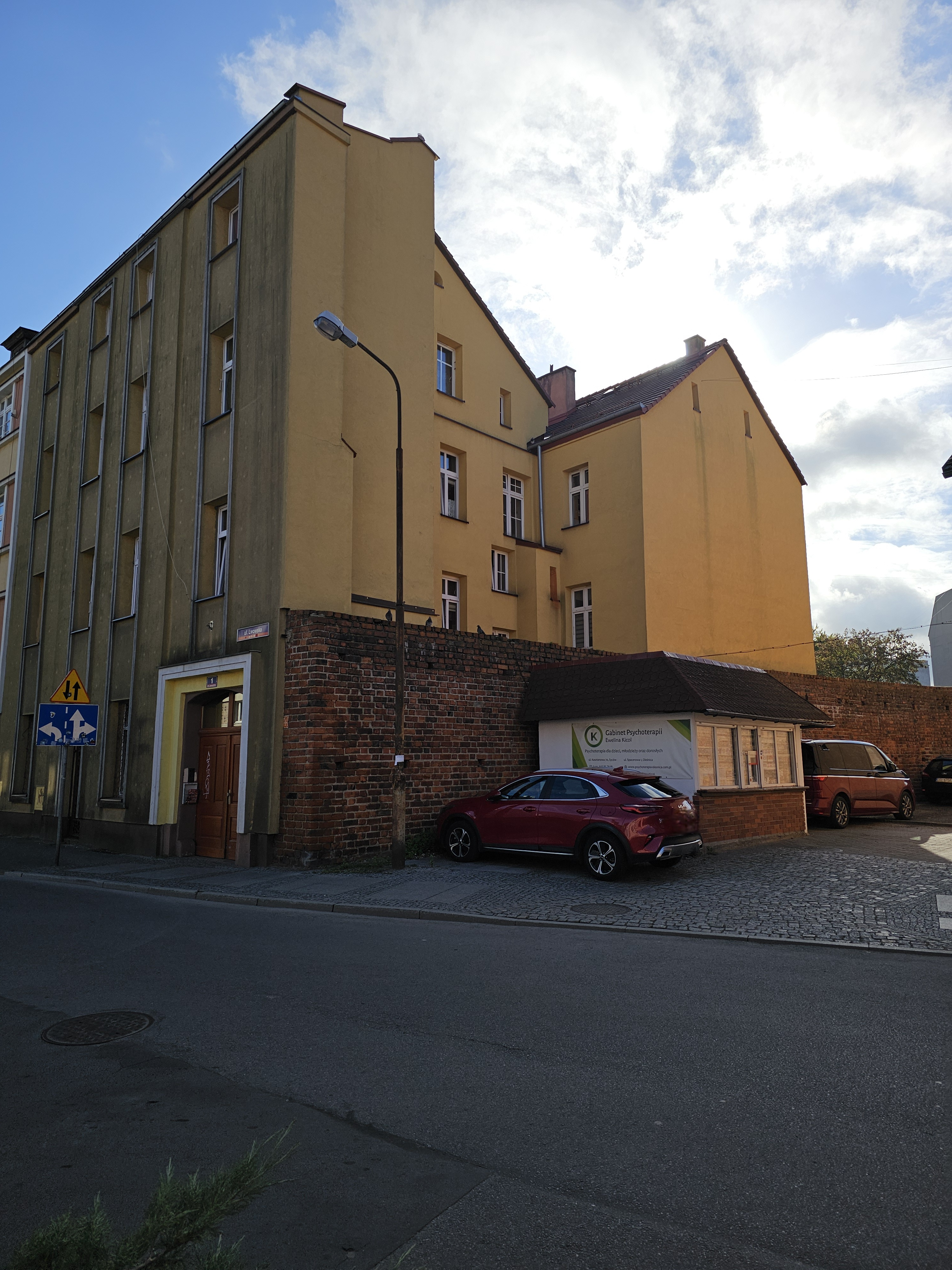
Przykład zabudowania murów miejskich przy ul. św. Jadwigi

## Obiekty

### Łupinowa basteja zachodnia
Jedna z dwóch zachowanych w Oleśnicy bastei. Basteja zachodnia, znajdująca się pomiędzy Bramą Wrocławską a zamkiem, ma formę półcylindryczną. Wieża została zbudowana, a w zasadzie dobudowana do muru kurtynowego, w 1527 roku. Wówczas to miasto opodatkowało się w celu poprawy obrony przed ewentualnym najazdem tureckim. Ówczesny książę Oleśnicy – Jan Podiebradowicz – chciał wzmocnić odcinek murów miejskich łączących się z umocnieniami zamkowymi. Na północ od budowli mur został dodatkowo wzmocniony masywnymi przyporami. W 1643 roku na rozkaz dowódcy wojsk szwedzkich gen. Arvida Wittenberga rozebrano górną partię bastei. W II połowie XIX wieku rozebrano jej dolne partie. W 1959 roku i w 1972 roku przeprowadzono prace konserwatorskie wieży. Grubość jej ścian to 145 cm, a wysokość wynosi ok. 5 m, jednak pierwotnie miała ona wynosić nawet do 8 m.
W odcinku murów na północ od bastei, pomiędzy przyporami, w przyziemiu znajdują się ceglane łęki. Świadczą one o zastosowaniu w tym miejscu fundamentów filarowo-łękowych, które wznoszono na terenach podmokłych lub bagiennych, aby zmniejszyć głębokość fundamentów. W tym celu głębokie fundamenty wykonywano pod podporami, między którymi konstruowano łęk przenoszący obciążenia muru.

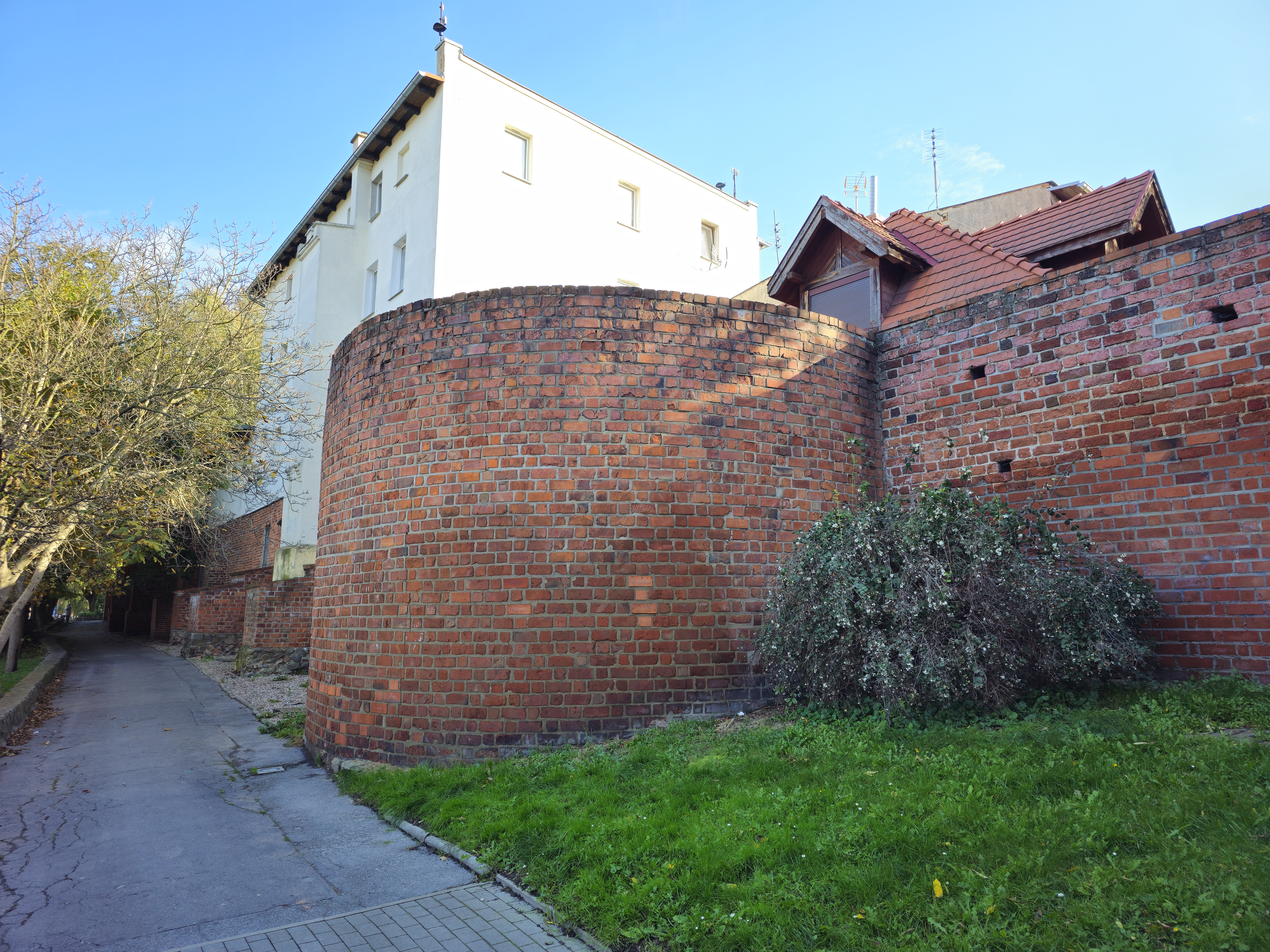
Łupinowa basteja zachodnia
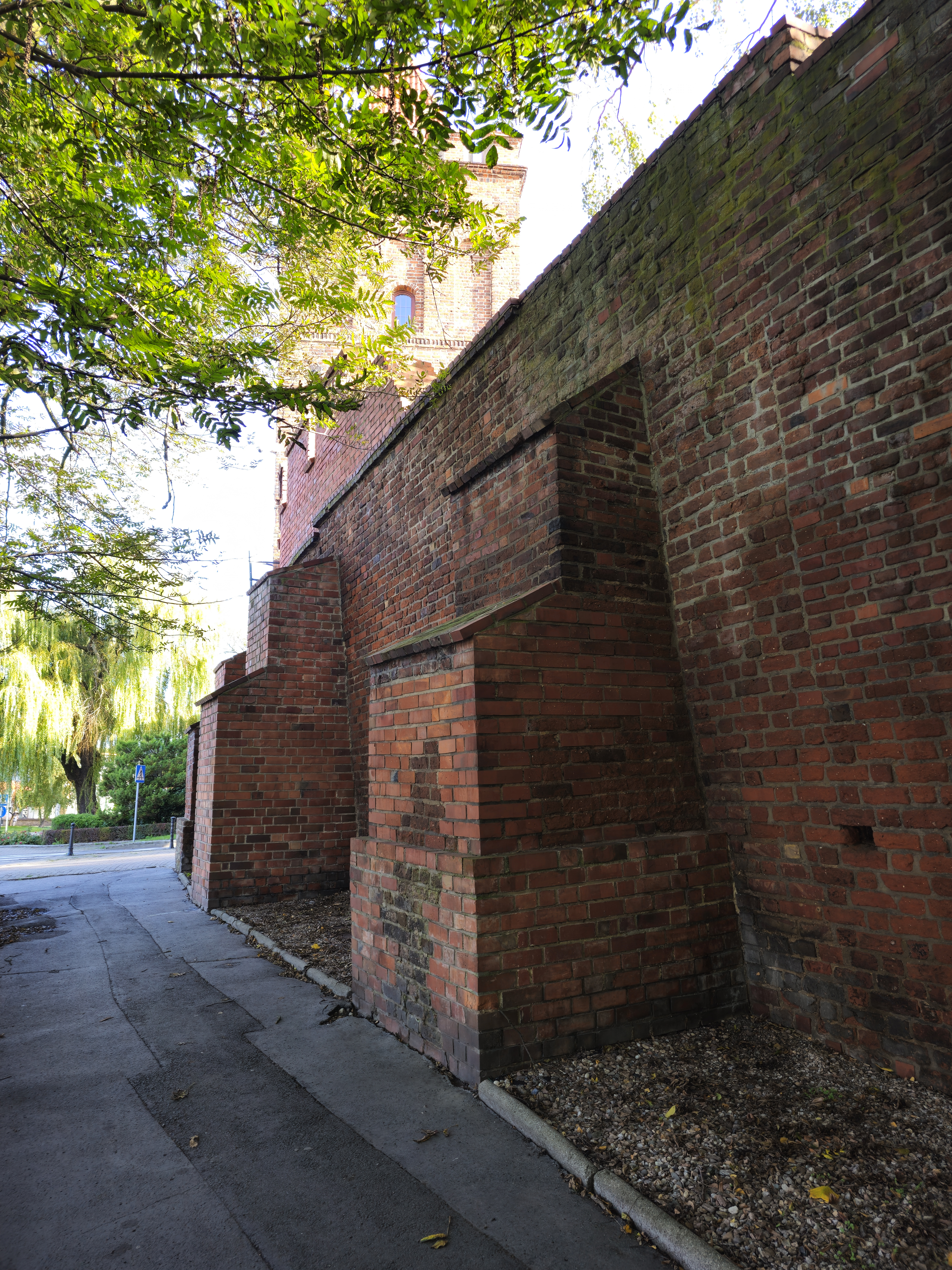
Przypory muru od strony ul. Wałowej
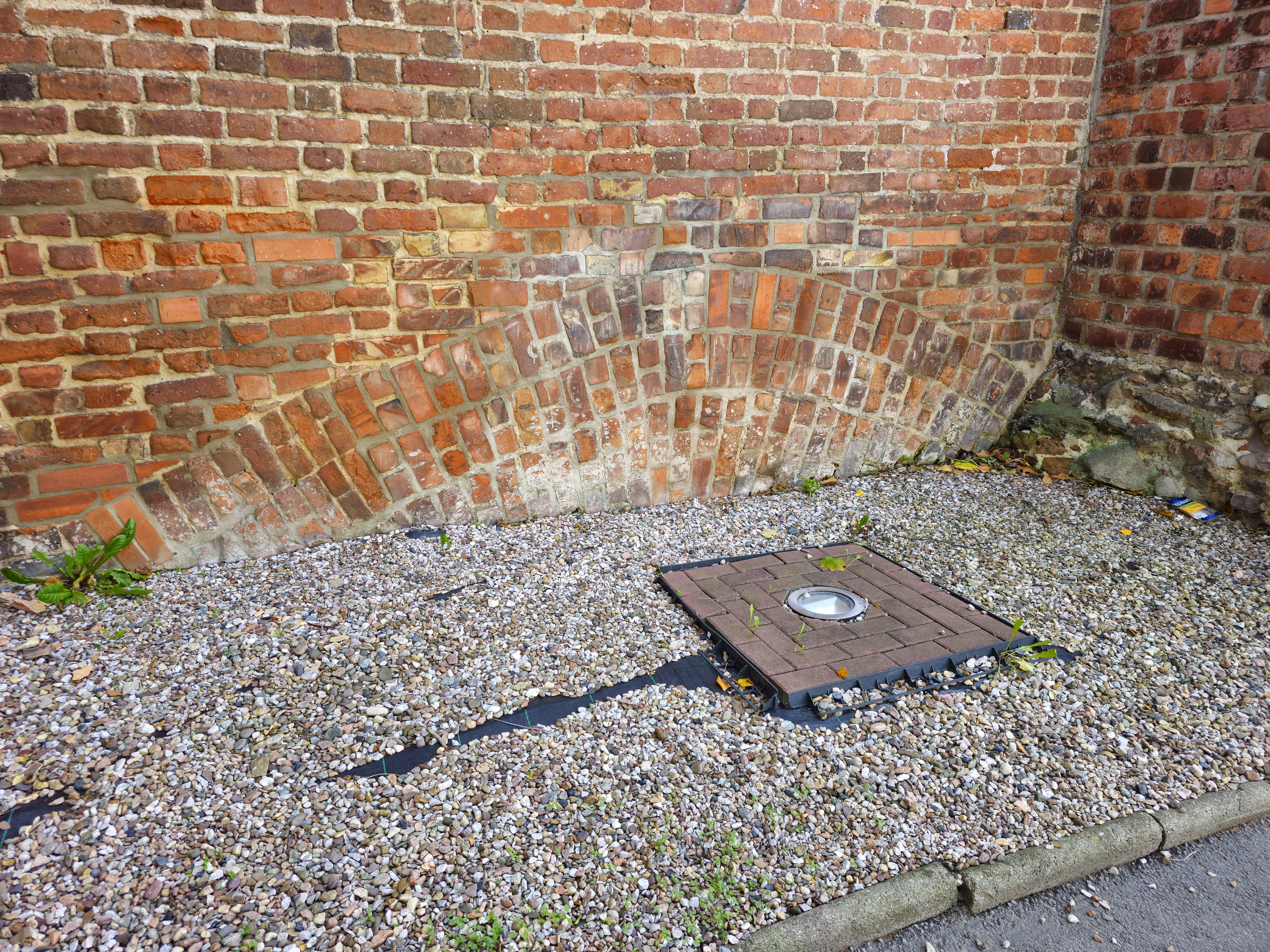
Fundament filarowo-łękowy przy bastei zachodniej

### Brama Wrocławska
Według Przyłęckiego Brama Wrocławska (ówcześnie zwana Trzebnicką) powstała ok. 1325 roku. Wieża została zbudowana na planie prostokąta o wymiarach 8 m × 7 m, a grubość jej ścian to ponad 1,9 m. Nad przejazdem znajdowało się pomieszczenie dla straży z dwoma wyjściami na pomosty. Na początku wieku XVI bramę podwyższono, prawdopodobnie o jedną lub dwie kondygnacje. Zwieńczono ją pomostem bojowym oraz blankami. Do tej pory była konstrukcją dwukondygnacyjną. Kolejni książęta oleśniccy poddawali ją remontom: Karol II Podiebradowicz w 1614 roku i Sylwiusz Nimrod Wirtemberg w 1652 roku. W XVIII wieku mury wraz z bramami przestały pełnić funkcje obronne i zostały obudowane domami mieszkalnymi. W 1868 roku rozebrano trzy z czterech bram, Brama Wrocławska zachowała się ze względu na interwencję cesarza Fryderyka III Hohenzollerna. Wieża została zniszczona przez pożary pobliskich domów podczas walk o Oleśnicę w 1945 roku. W latach 1956–1959 dokonano odbudowy wieży .

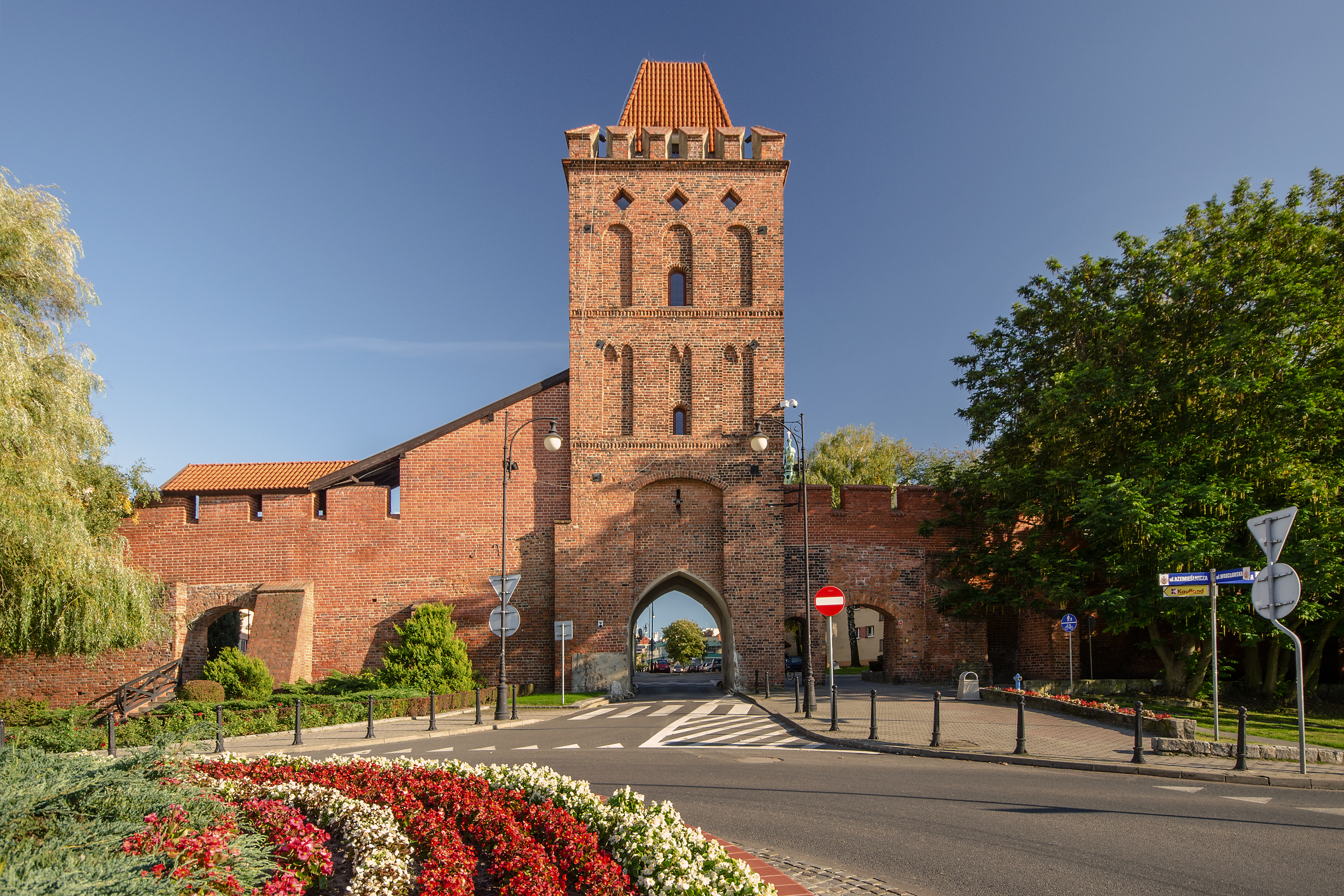
Front Bramy Wrocławskiej
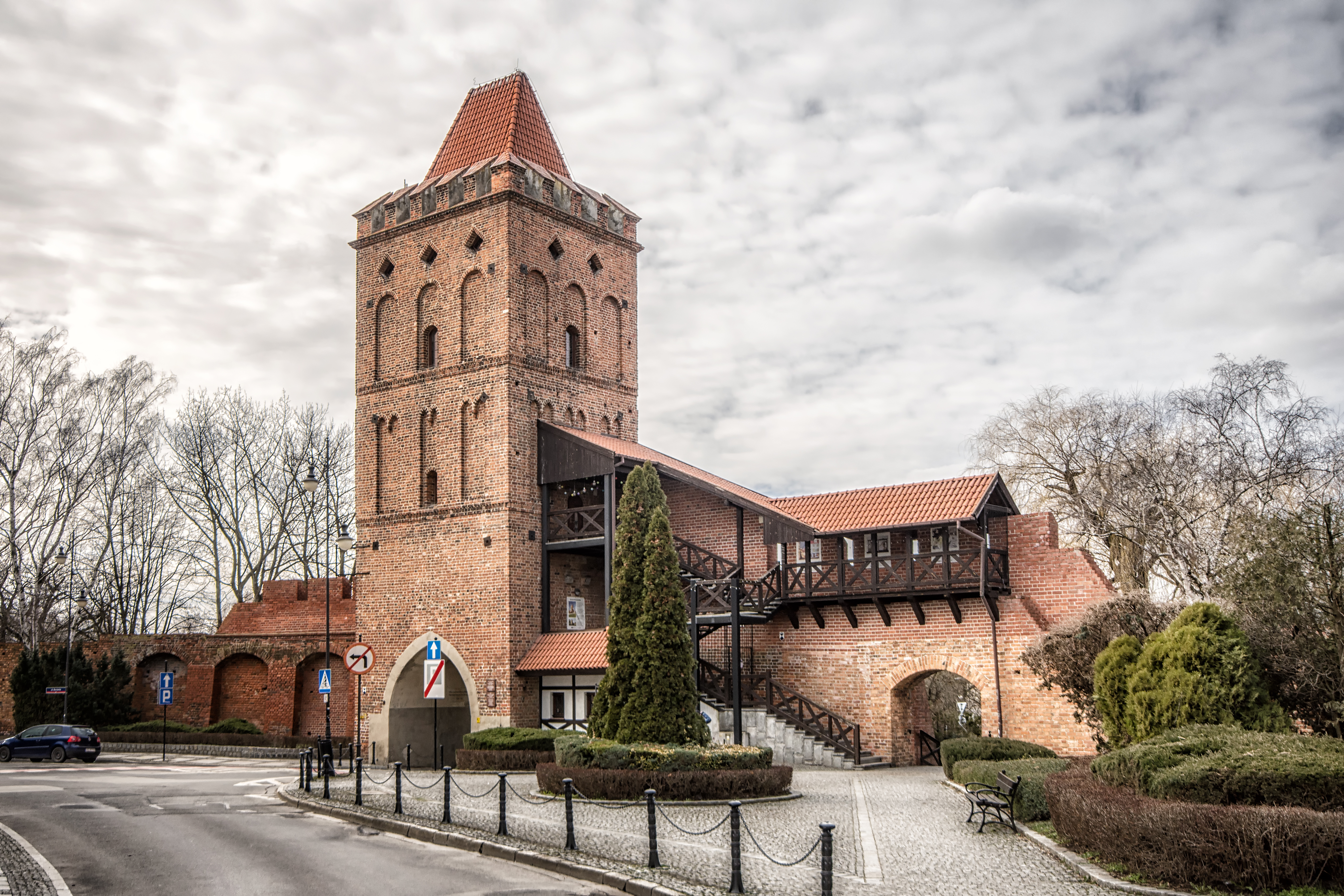
Brama Wrocławska z pomostem bojowym
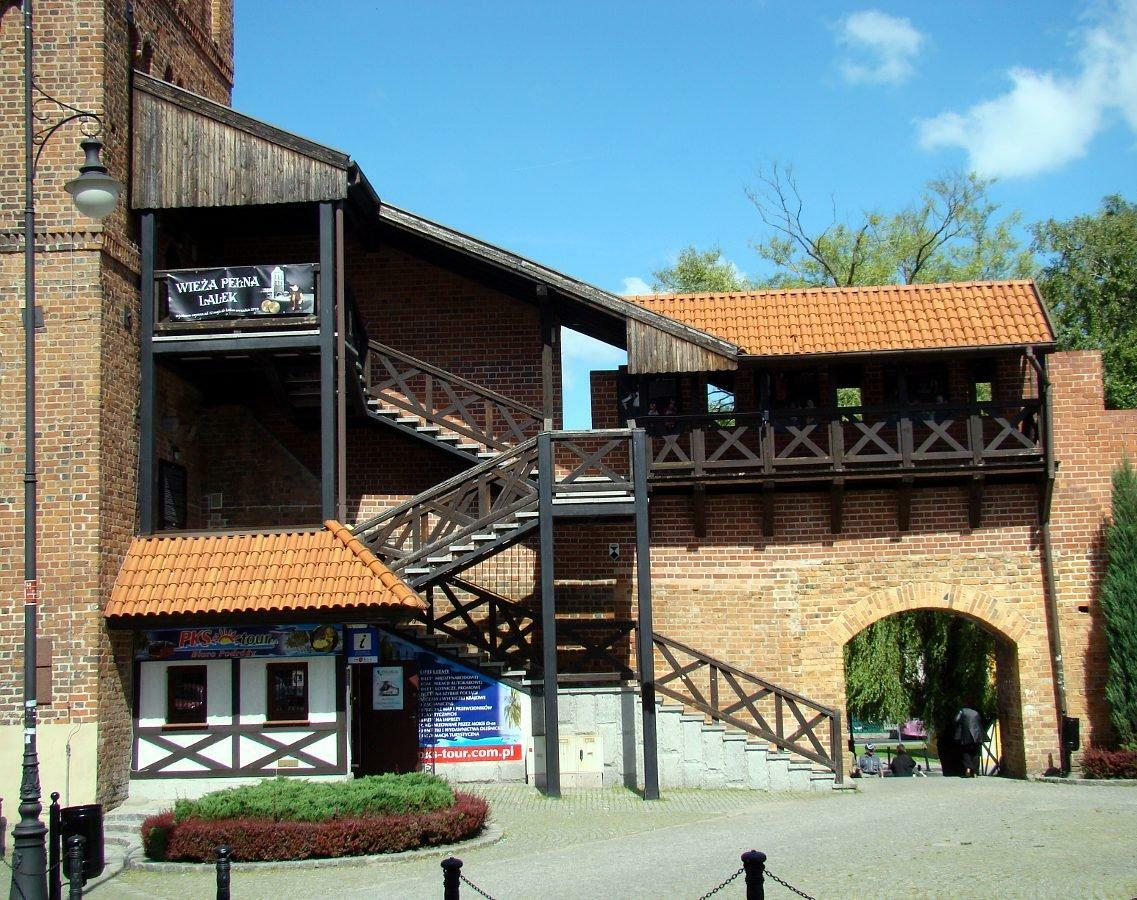
Zrekonstruowany pomost bojowy ze schodami
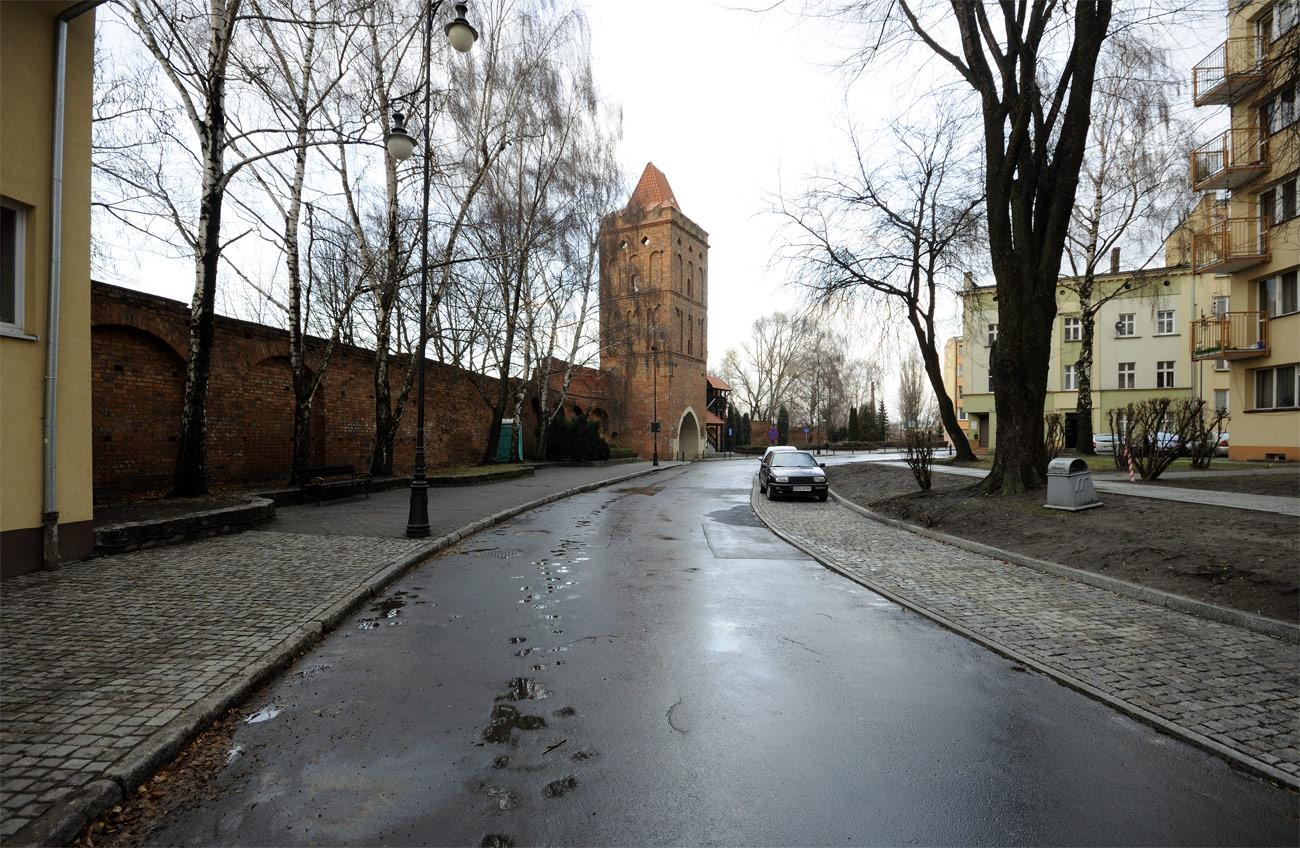
Mury obronne i Brama Wrocławska od ul. Bocianiej
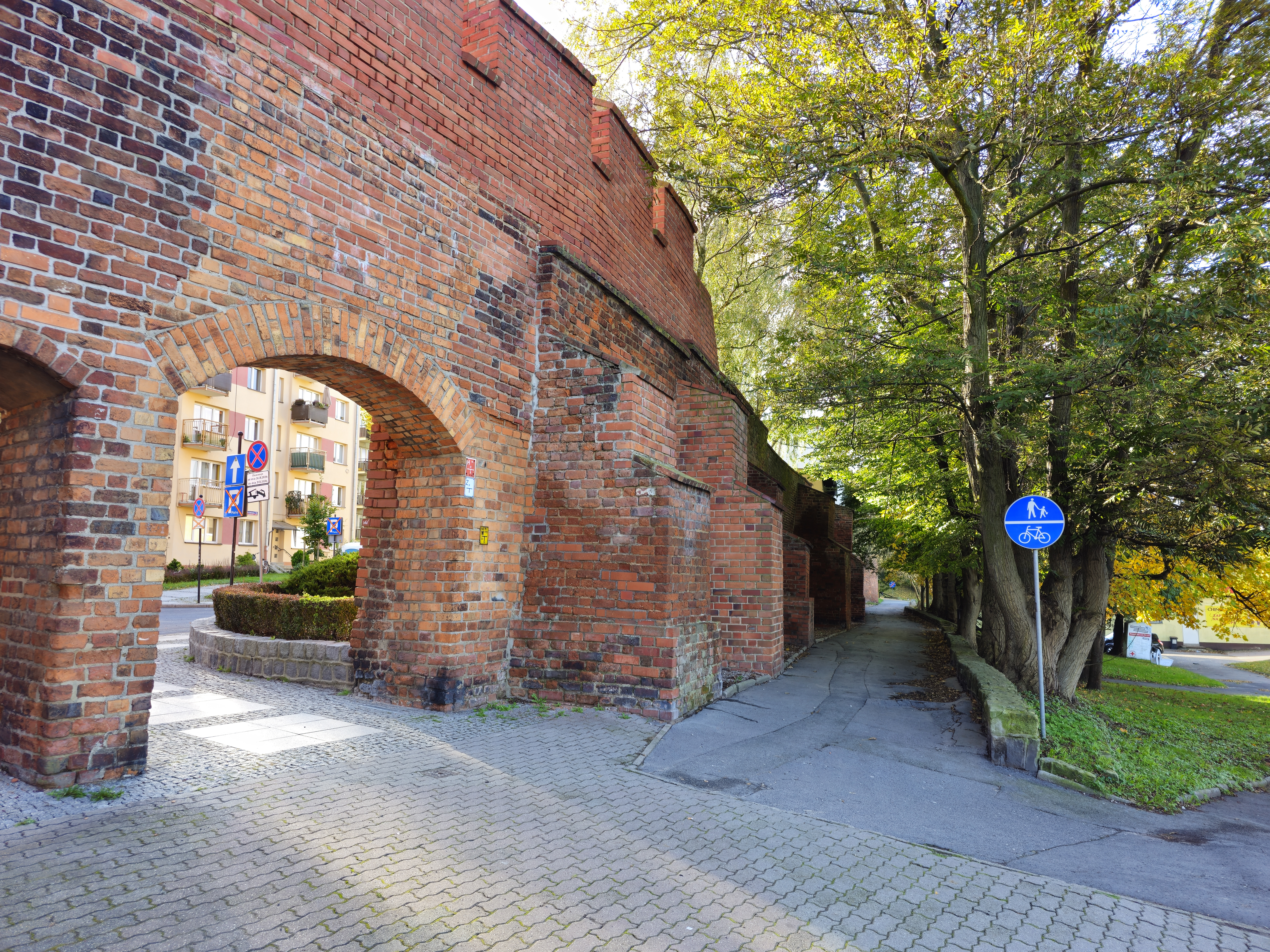
Przypory przy bramie Wrocławskiej

### Czatownia
Jedyna zachowana czatownia (baszta łupinowa) znajduje się w odcinku murów na północ od Bramy Wrocławskiej. Powstała najprawdopodobniej ok. roku 1400, a jej konstrukcja (brak powiązania z murem kurtynowym) sugeruje, że została dobudowana do muru. Grubość jej ścian to 60 cm, a wymiary to 2,7 m × 3,06 m. Po odbudowie murów po 1432 roku została dostosowana do użytku broni palnej. Pierwotnie czatownia wyposażona była w pomost ze stanowiskami strzelecko-obserwacyjnymi. Jednak w 1643 roku, podczas wojny trzydziestoletniej, gen. Wittenberg, dowódca wojsk szwedzkich, nakazał rozebranie górnych partii murów i wież. W 1959 roku czatownię objęto pracami konserwatorskimi.

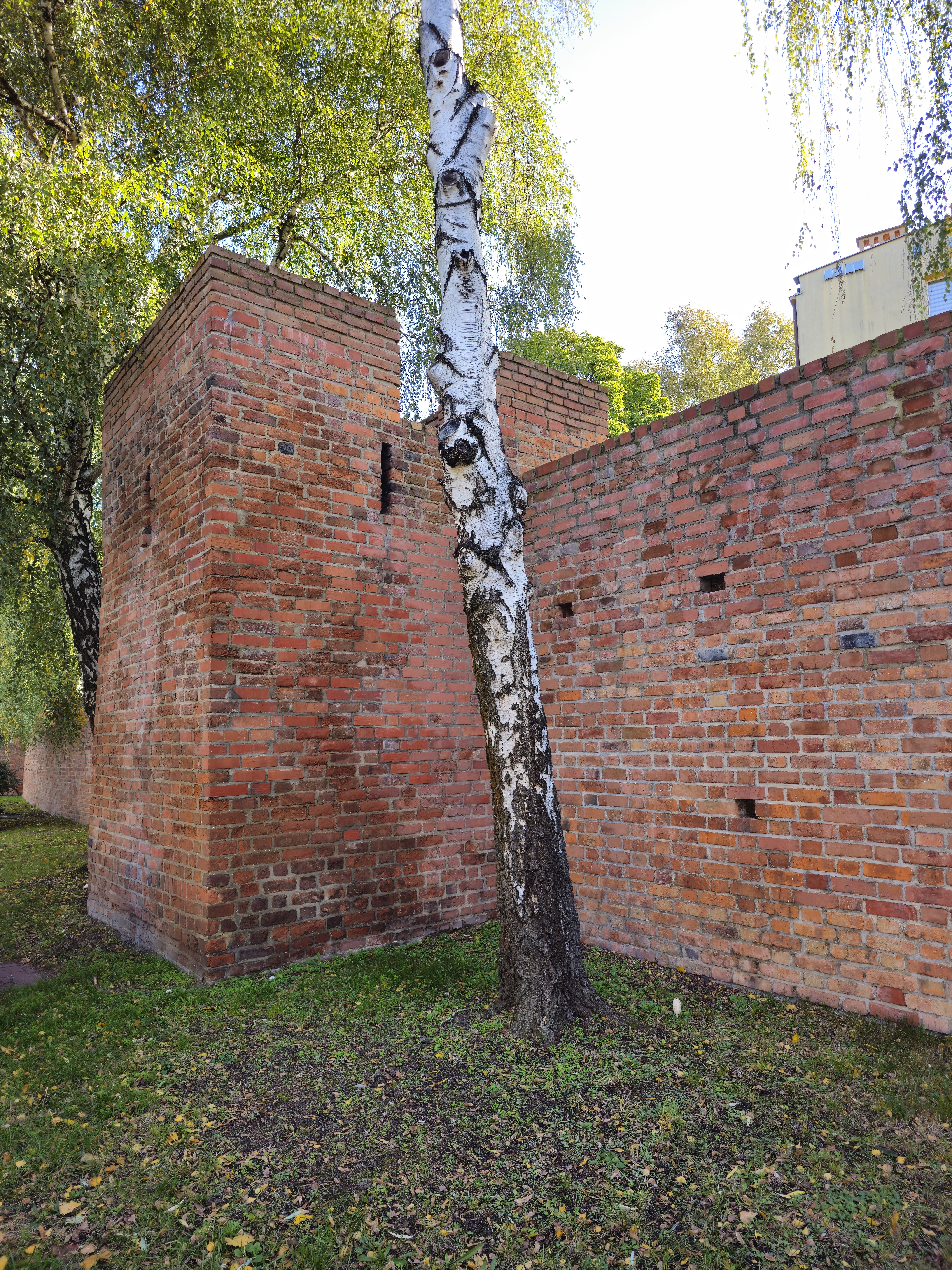
Widok na czatownię przy Bramie Wrocławskiej
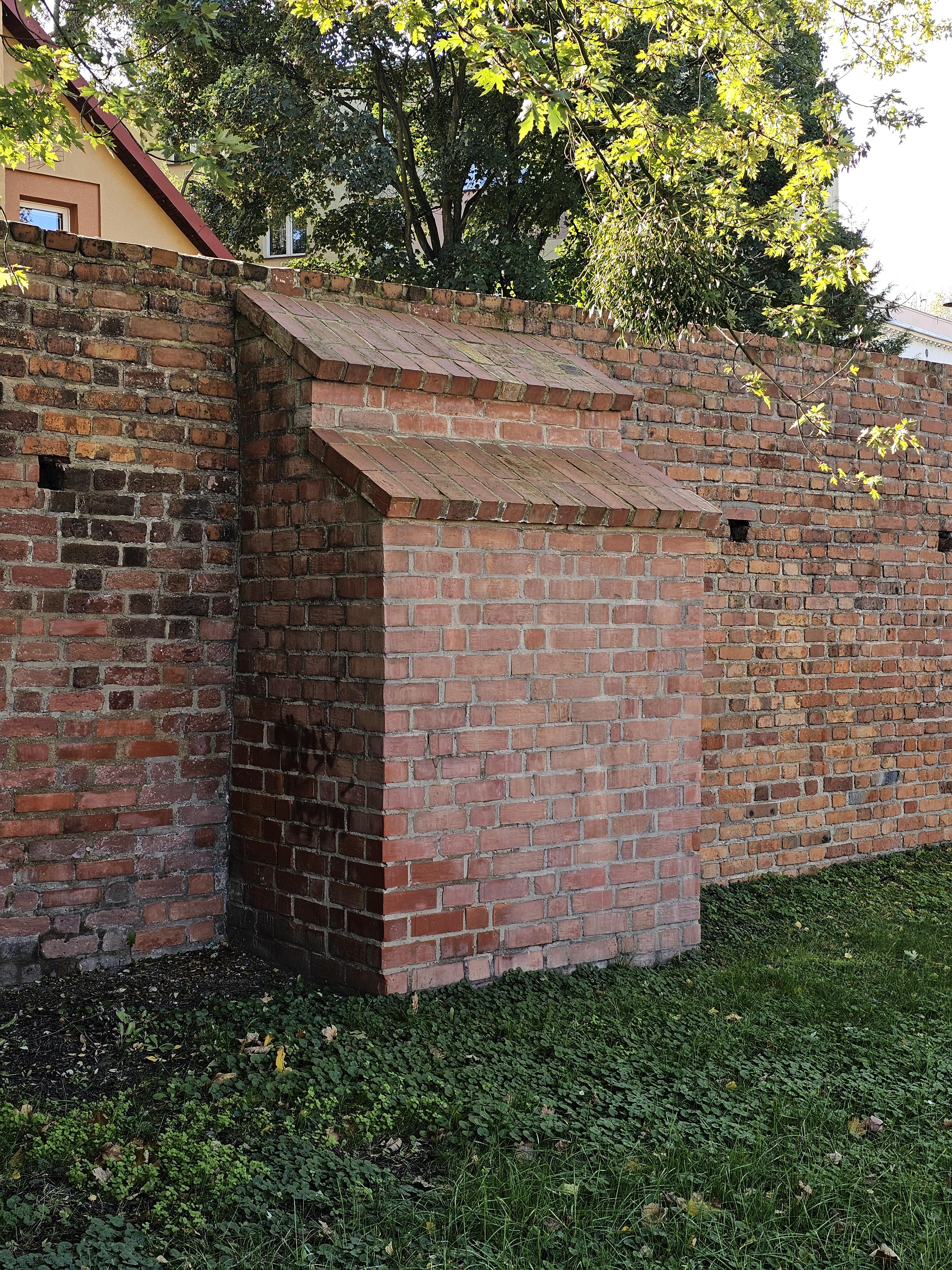
Przypory muru w okolicach czatowni

### Południowy odcinek murów pomiędzy ul. Bolesława Prusa i Cieszyńskiego
Po rozbudowie w XVI wieku południowy odcinek murów obronnych był najbardziej ufortyfikowanym odcinkiem w mieście. W tym obszarze wzniesiono zewnętrzny ciąg murów zwany parkanem, tworząc międzymurze, które obecnie jest częściowo zabudowane i przeznaczone na tereny zielone. Zadaniem parkanu była ochrona strzelców i obsługi dział na międzymurzu i murze kurtynowym. Jego wysokość nie przekracza 3 m, a grubości wynosi w różnych miejscach 75–90 cm. W murze parkanowym zachował się trójkątny wykusz. Dostosowany do użytku broni palnej miał prawdopodobnie poszerzać pole ostrzału, aby obrońcy mogli chronić basteję południową i ostrzeliwać pole wzdłuż murów. Jego zwieńczenie zostało zlikwidowane (pierwotna wysokość to 4,5 m) wraz z innymi elementami wieńczącymi fortyfikacje w XVII wieku.
W tym odcinku murów zachowała się prawdopodobnie jedyna w Oleśnicy wieża artyleryjska (basteja południowa). Pomysł jej wzniesienia był prawdopodobne inspirowany fortyfikacjami Wrocławia i Ząbkowic Śląskich. Wystawała ona poza mur parkanowy i jej front wchodził w fosę. Po przebudowie i dobudowaniu tzw. domu strzeleckiego wejście do wieży znalazło się od strony ul. 3 Maja. Sama budowla został podzielona na trzy kondygnacje. W piwnicy zachowało się sklepienie ceglane. Nieotynkowana elewacja I i II kondygnacji uwidacznia ułożenie cegieł w wątku gotyckim.
Wzdłuż murów tego odcinka zachowały się pozostałości fosy. Jej początki sięgają XIII wieku. Następnie w XIV wieku południowy odcinek fosy obronnej został uregulowany, a rozbudowa murów w tym obszarze w XVI wieku spowodowała jej poszerzenie i przesunięcie. W XIX wieku fosa została zasypana. W latach 60. XX wieku zagospodarowano jej obszar na tereny rekreacyjne. W odcinku byłej fosy przy ul. 3 Maja w specjalnej niecce wzniesiono Pomnik Ery Kosmicznej. Wschodni odcinek fosy był ograniczony wałem ziemnym usypanym w XVI wieku wzdłuż muru kurtynowego. Znajdowały się na nim działobitnie, które zlikwidowali Szwedzi.

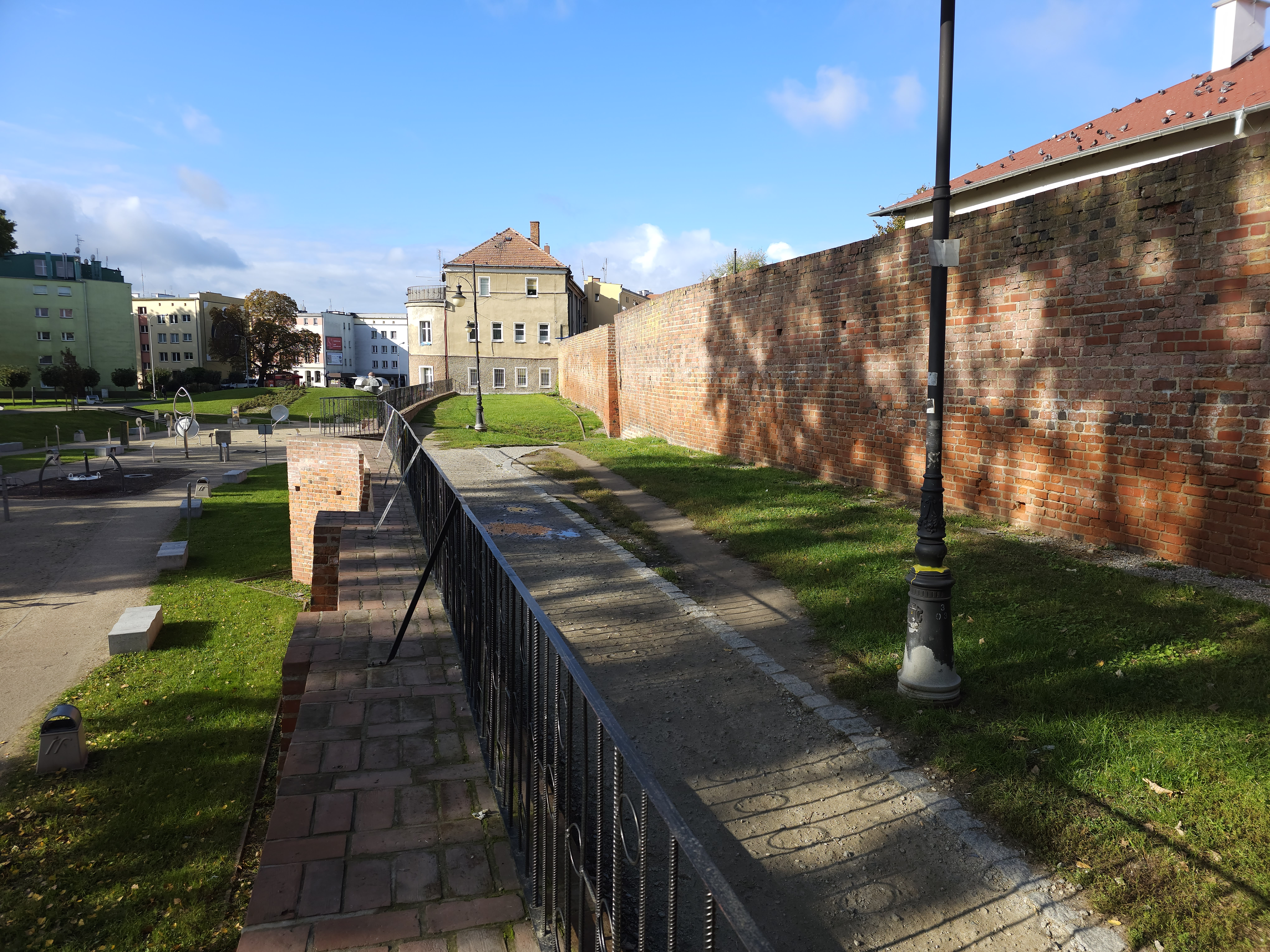
Międzymurze
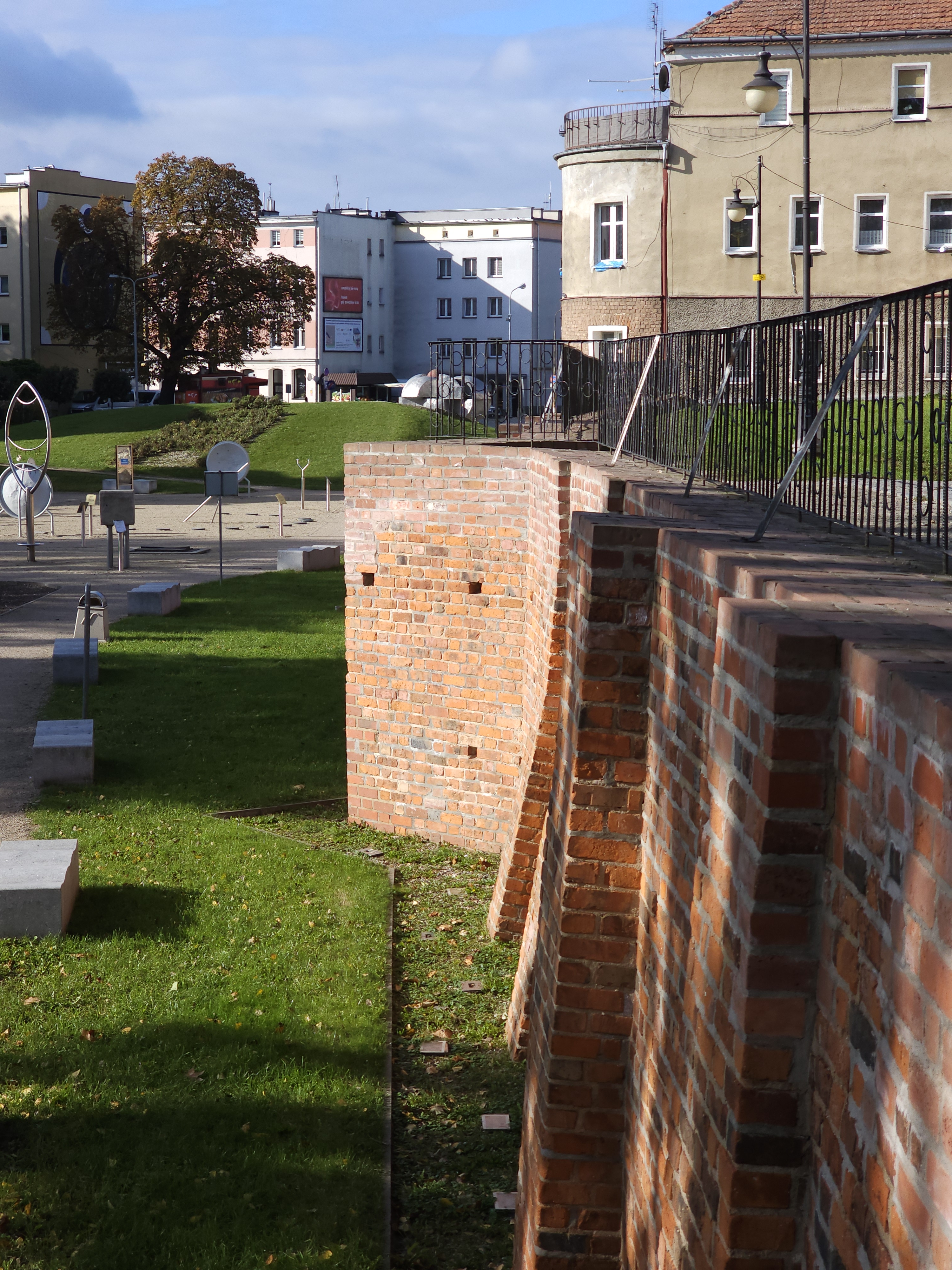
Trójkątny wykusz muru parkanowego
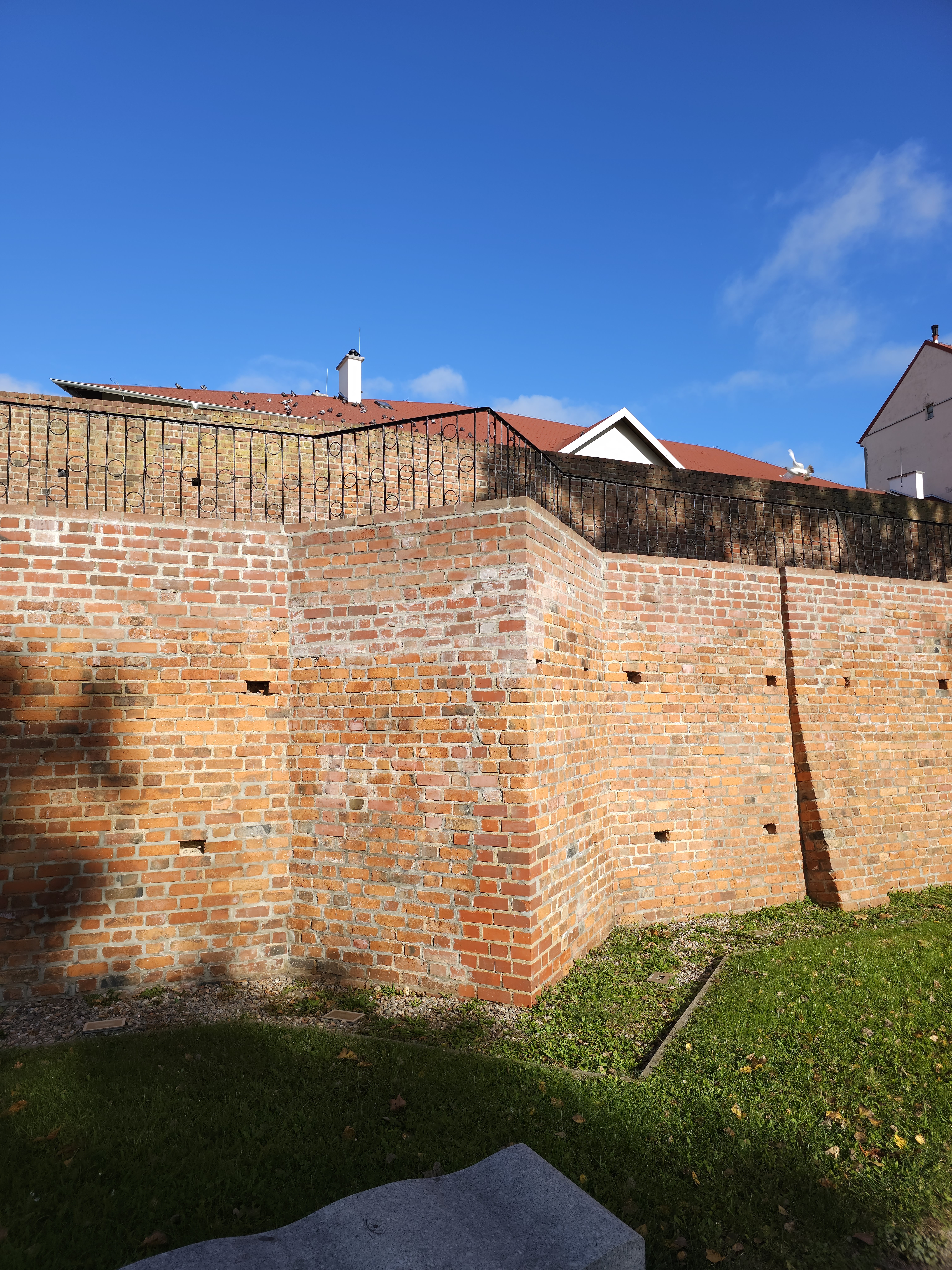
Trójkątny wykusz muru parkanowego
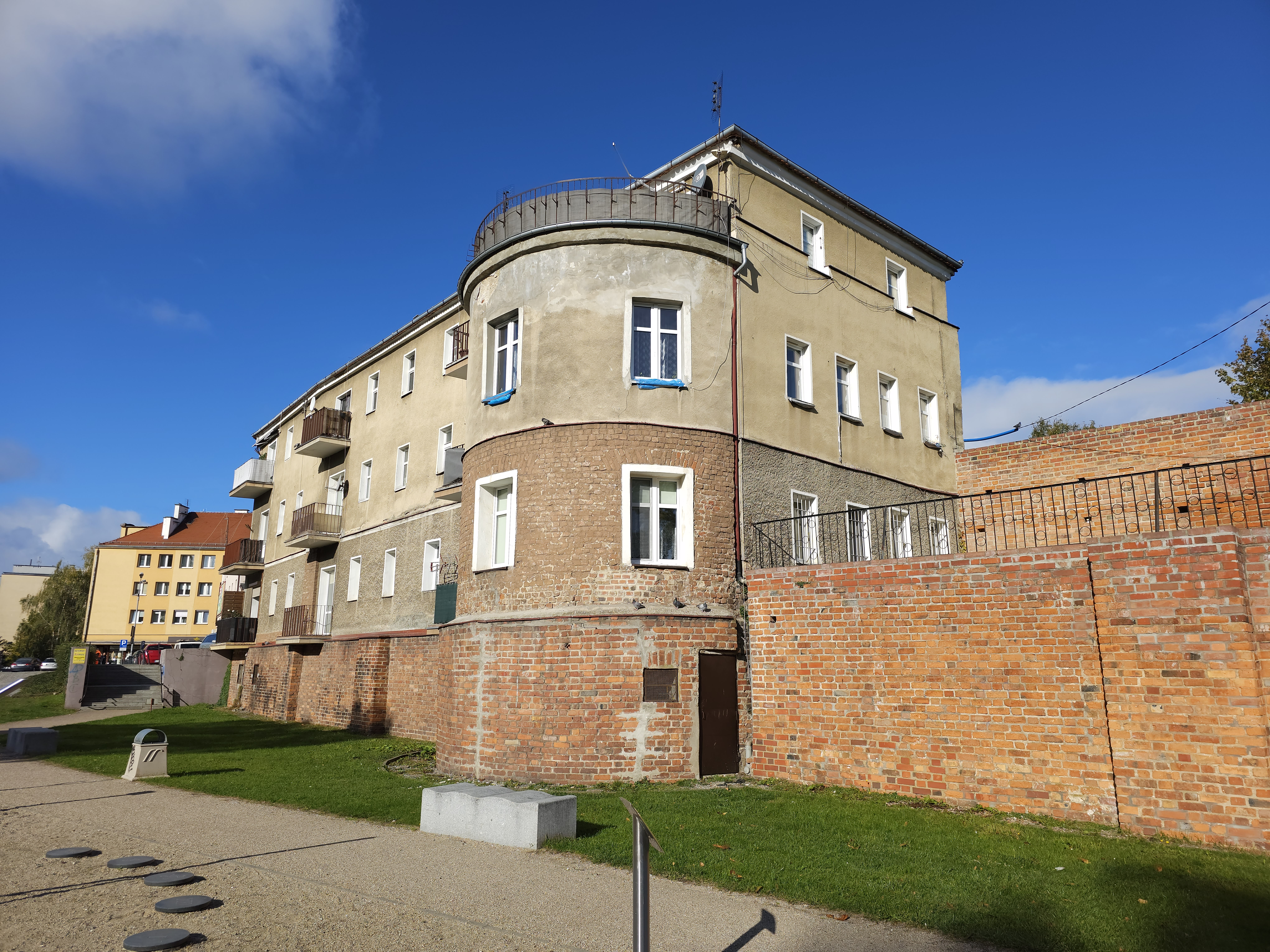
Basteja południowa i dom strzelecki
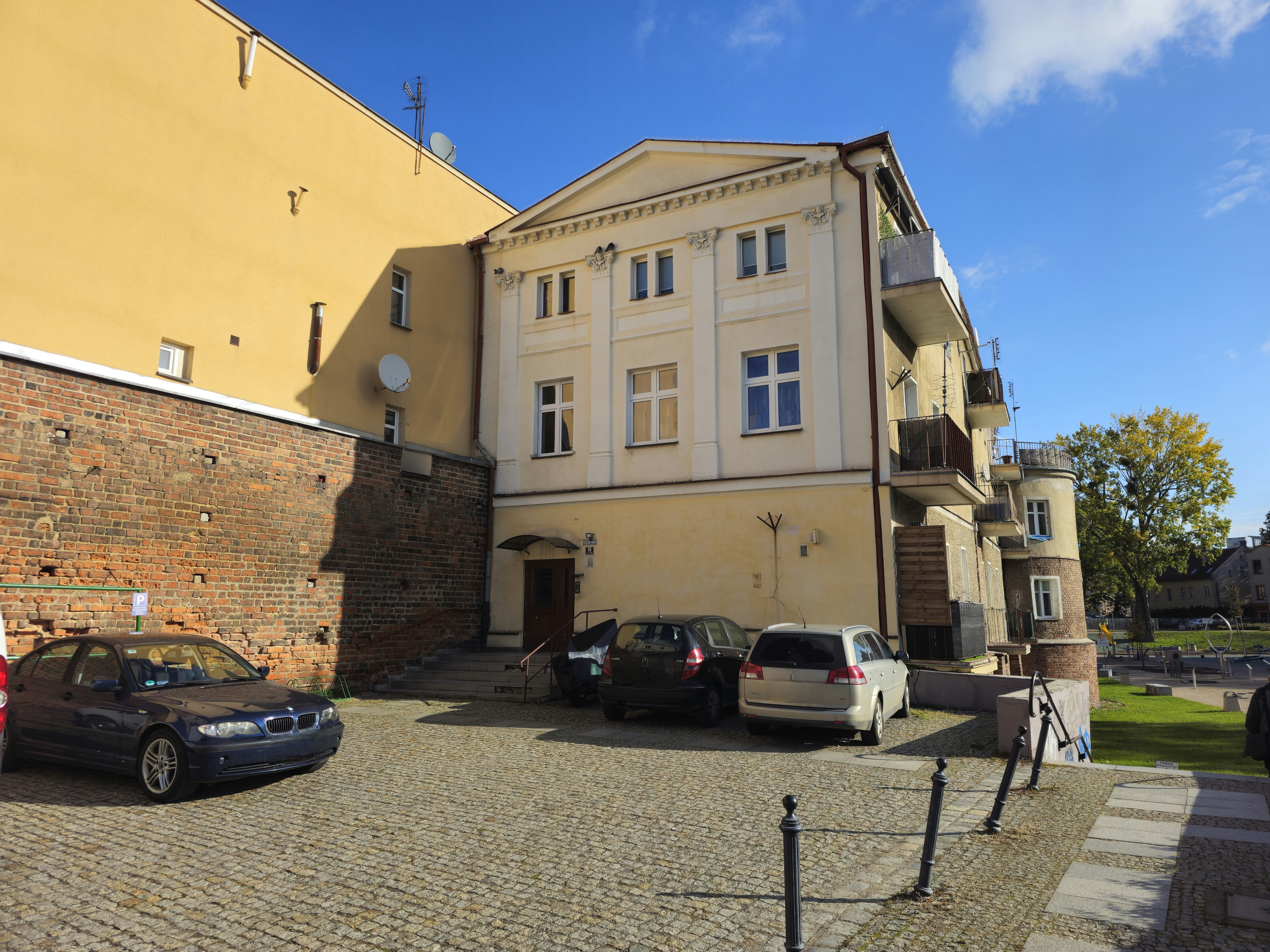
Dom strzelecki przy ul. 3 Maja 60